# Нумізматичний словник
Нумізмати́чний словни́к — словник, складений українським вченим-нумізматом Володимиром Зваричем. Вперше вийшов друком у видавництві при Львівському державному університеті видавничого об'єднання «Вища школа» у 1972 році.
У словнику пояснюються нумізматичні терміни, більшість яких стосується назв монет і грошових одиниць, висвітлюється їхня історія, вказується сфера розповсюдження.
Словник ілюстрований зразками монет різних країн.
Призначений для колекціонерів монет, спеціалістів-нумізматів, істориків, економістів і всіх, хто цікавиться питаннями грошового обігу.
Перше видання словника здійснене українською мовою. Надалі він перекладений М. С. Марченко на російську.

## Видання
1. (укр.) Зварич В. В. Нумізматичний словник. — Львів : Вища школа, 1972. — 147 с.
2. (рос.) Зварич В. В. Нумизматический словарь. Видання 2-ге. — Львів: ВО «Вища школа», 1975, 256 с. : іл. (зменшений формат).
3. (рос.) Зварич В. В. Нумизматический словарь. Видання 3-тє, доповнене. — Львів: ВО «Вища школа», 1978, 338 с. : іл.
4. (рос.) Зварич В. В. Нумизматический словарь. Видання 4-те. — Львів: ВО «Вища школа», 1980, 338 с. : іл.

| словники | Це незавершена стаття про словники. Ви можете допомогти проєкту, виправивши або дописавши її. |